# 레인보우 워리어 격침
레인보우 워리어 격침은 프랑스에서 코드명 "사타니크 작전"(프랑스어: Opération Satanique)으로 불리며, 프랑스 정부가 지원한 테러 행위로 간주된다.  이 테러는 프랑스 대외안보총국(DGSE)의 "세르비스 악시옹" 부서에 의해 은밀하게 진행된 작전으로, 1985년 7월 10일에 발생했다. 이 작전 동안 두 명의 프랑스 요원이 오클랜드항에 정박 중이던 그린피스의 기함 레인보우 워리어 호를 침몰시켰다. 이 배는 프랑스의 무루로아 환초 핵 실험에 대한 항의 활동을 위해 항해하던 중이었다. 이 사건으로 인해 사진가 페르난도 페레이라가 배에서 익사했다.
이 사건은 프랑스와 당시 대통령 프랑수아 미테랑에게 큰 망신을 안겼다. 프랑스는 처음에는 책임을 부인했으나, 뉴질랜드 경찰이 프랑스 요원 두 명을 체포하고 방화, 방화 공모, 고의적 손괴, 살인 혐의로 기소했다. 이 사건은 프랑스의 국방장관 샤를 에르뉴의 사임으로 이어지는 스캔들을 불러왔다. 요원들은 과실치사 혐의에 대해 유죄를 인정했고, 10년 형을 선고받았으나, 프랑스 정부의 압력으로 인해 단 2년 만에 폴리네시아 하오섬에서 석방되었다.

## 배경
프랑스는 1966년 프랑스령 폴리네시아의 투아모투 제도에 위치한 무루로아 환초에서 핵실험을 시작했다. 1985년 오스트레일리아, 쿡 제도, 피지, 키리바시, 나우루, 뉴질랜드, 니우에, 파푸아뉴기니, 사모아, 솔로몬 제도, 통가, 투발루, 바누아투 등 남태평양 국가들은 이 지역을 비핵화 구역으로 선언하는 라로통가 조약에 서명했다.
레인보우 워리어 호는 1977년 그린피스가 인수한 이후, 1970년대 후반과 1980년대 초반 동안 반포경업, 반물개 사냥, 반핵실험 및 핵폐기물 투기 반대 캠페인을 지원하는 활동에 적극 참여했다. 1985년 초부터 이 배는 남태평양을 거점으로 핵실험 반대 캠페인을 벌였다. 과거 미국의 핵실험으로 방사성 낙진에 오염된 롱겔랍 환초에서 300명의 마셜 제도 주민을 이주시키고, 프랑스의 무루로아 환초 핵실험에 반대하는 요트 시위대를 이끌기 위해 뉴질랜드로 항해했다.
프랑스 대외안보총국(DGSE)의 세르비스 악시옹 요원들은 지지자나 관광객으로 가장하여 일반에 공개된 레인보우 워리어 호를 둘러보았다. DGSE 요원 크리스틴 카봉은 환경운동가 "프레데리크 본리유"로 위장해 오클랜드의 그린피스 사무소에 침투했으며, 이전에는 중동에서 정보 임무를 수행한 바 있다.

## 뉴질랜드 당국의 조사
폭발 사건 이후, 뉴질랜드 경찰은 국가 역사상 가장 큰 수사 중 하나를 시작했다. 이 과정에서 프랑스 요원인 도미니크 프리외 대위와 알랭 마파르트 사령관을 용의자로 지목했다. 프리외와 마파르트는 지역 주민 감시 그룹의 도움으로 신원이 확인되었고 체포되었다. 두 사람은 심문과 조사를 받았으며, 그들이 스위스 여권을 소지하고 있었기 때문에 그들의 진짜 신원과 프랑스 정부의 책임이 밝혀졌다.
프랑스 요원 팀의 다른 요원들은 모두 뉴질랜드에서 탈출했다. 크리스틴 카봉은 폭발 사건 전에 임무가 끝났으며, 침몰 직전 이스라엘로 떠났다. 그녀가 작전에 참여한 사실이 밝혀진 후, 오클랜드 경찰은 이스라엘 당국에 그녀를 체포할 것을 요청했으나, 체포되기 전에 카봉은 정보를 듣고 도주했다.
또 다른 세 명의 요원인 롤랑 베르주 상사("레이몬드 벨체"), 장 미셸 바르텔로 하사("장 미셸 베르텔로")와 제라르 안드리 하사("에릭 오드렁크")는 폭발물을 뉴질랜드로 운반한 요트 우베아(Ouvéa)를 타고 탈출했다. 이들은 오스트레일리아 경찰에 의해 노퍽 섬에서 체포되었지만, 오스트레일리아 법에 따라 법의학적 검사 결과가 나오기 전까지는 구금할 수 없어 석방되었다. 이후 프랑스 잠수함 루비스(당시 프로방스라는 이름으로 알려짐)에 의해 구조되었고, 우베아는 자침되었다. 폭탄을 설치한 요원 중 한 명인 장 뤼크 키스테를 포함한 여러 요원들은 관광객으로 가장하여 뉴질랜드 남섬으로 향한 후 마운트 헛에서 스키를 타고, 약 10일 후 가짜 서류로 뉴질랜드를 떠났다. 또 다른 요원인 루이 피에르 딜레는 이 작전의 지휘관일 가능성이 있지만, 역시 체포되지 않았다.

## 프랑스의 반응
프랑스는 뉴질랜드의 동맹국으로서 처음에는 연루 사실을 부인하며, 이를 테러 행위로 규정하고 비난에 동참했다. 웰링턴에 있는 프랑스 대사관은 “프랑스 정부는 반대자들을 그런 방식으로 다루지 않는다”고 발표하며 사건과의 관련성을 부인했다.
이번 폭발 사건이 우호 국가 정부의 소행임이 밝혀지자, 뉴질랜드 정부는 이를 “테러 행위”로 부르는 대신 “뉴질랜드의 주권 영토에서 일어난 국제법 위반의 형사적 공격”이라고 지칭했다. 뉴질랜드 정부는 이 사건을 “국제법 위반”으로 규정하여 프랑스 정부가 행위를 정당화할 여지를 차단하기 위해 유엔과의 모든 소통에서 이를 강조했다.
프리외와 마파르트는 과실치사 혐의에 대해 유죄를 인정했고, 1985년 11월 22일에 10년 형을 선고받았다. 프랑스는 두 요원이 석방되지 않으면 뉴질랜드의 유럽 경제 공동체(EEC) 수출품에 대해 경제 제재를 가하겠다고 위협했다. 이는 영국에 대한 농산물 수출에 의존하고 있던 뉴질랜드 경제에 큰 타격을 줄 수 있는 조치였다.
프랑스는 베르나르 트리코가 이끄는 자체 조사 위원회를 구성하여 프랑스 정부가 테러 행위에 관여하지 않았다고 발표하고, 체포된 요원들은 단지 그린피스를 감시하고 있었을 뿐이라고 주장했다. 그러나 "타임스"와 르몽드는 프랑수아 미테랑 대통령이 폭파를 승인했다고 주장하며 이 발표에 반박했고, 국방부 장관 샤를 에르뉴는 사임했고 DGSE 국장 피에르 라코스트 제독은 해임되었다.
사타닉 작전은 대중에게 큰 이미지 타격을 입혔다. 결국, 1985년 9월 22일 로랑 파비위스 총리는 기자들을 자신의 사무실로 불러 200자 분량의 성명을 발표하며, “진실은 잔인하다”며 은폐가 있었다고 인정했다. 이어서 그는 “프랑스 비밀 요원들이 이 배를 침몰시켰으며, 그들은 명령을 받고 행동했다”고 밝혔다.

## 여파

### 뉴질랜드의 외교
서방 지도자들이 우방국의 주권 침해를 비난하지 않은 것은 뉴질랜드의 외교 및 방위 정책에 큰 변화를 가져왔다. 뉴질랜드는 전통적인 동맹국인 미국과 거리를 두고, 작은 남태평양 국가들과 관계를 구축했으며, 오스트레일리아와는 훌륭한 관계를 유지했고 영국과는 다소 줄어든 관계를 유지했다.